# Stigmella austroamericana
Stigmella austroamericana là một loài bướm đêm thuộc họ Nepticulidae. Nó được tìm thấy ở the premontane rainforest on the Amazon in Ecuador.
Sải cánh dài 3.6-3.8 mm đối với con đực. Con trưởng thành bay vào cuối tháng 1.